# Edmonton Mercurys
Die Edmonton Mercurys waren ein Amateureishockeyteam aus Edmonton in der kanadischen Provinz Alberta. Das Team repräsentierte die kanadische Eishockeynationalmannschaft bei den Eishockey-Weltmeisterschaften 1950 und 1952 sowie bei den Olympischen Winterspielen 1952 in Oslo.
Die Mercurys existierten in den 1940ern und 1950ern und erhielten ihren Namen durch einen Autohändler aus Edmonton, der die Mannschaft sponserte und dessen bestverkauftes Modell der Ford Mercury war. Das Team wurde 2002 mit der Aufnahme in die Canadian Olympic Hall of Fame (deutsch: Kanadische Olympische Ruhmeshalle) geehrt.
Bis einschließlich 1963 wurden kanadische Amateurvereine als kanadische Nationalmannschaft zu internationalen Turnieren geschickt. 1950 vertraten die Mercurys Kanada als Western Canada Intermediate Champions bei der Weltmeisterschaft und gewannen diese Titelkämpfe. Sieben kanadische Mannschaften der Canadian Amateur Hockey Association kämpften um die Teilnahme als kanadische Nationalmannschaft bei den Olympischen Winterspielen 1952 – die Edmonton Mercurys, Winnipeg Buffalos, St Francis Xavier Universität, Trail Smoke Eaters, Noranda Copper Kings, Cornwall Falcons und die Smith Falls Rideaus. Ursprünglich war ein Ausscheidungsturnier unter diesen Mannschaften geplant, aber aufgrund der Größe Kanadas und den damit verbundenen Reisekosten wurden die Mercurys kurzerhand als Teilnehmer ausgewählt, da sie Kanada bereits erfolgreich bei der Weltmeisterschaft 1950 vertraten.
Der Olympiasieg der Mercurys war der fünfte Kanadas, bei sechs Olympischen Winterspielen sowie der letzte für die Folgenden 50 Jahre. Erst bei den Olympischen Winterspielen 2002 konnte eine kanadische Eishockeynationalmannschaft wieder eine Goldmedaille gewinnen. Da bis 1968 die olympischen Eishockeyturniere gleichzeitig auch als Eishockey-Weltmeisterschaft galten, waren die Mercurys somit auch Eishockey-Weltmeister 1952.
| Kader der kanadischen Eishockeynationalmannschaft bei den Olympischen Winterspielen und der Eishockey-Weltmeisterschaft 1952 |
| Frank Sullivan, John Davies, Bob Dickson, Bob Meyers, Bill Gibson, Ralph Hansch, Bob Watt, Eric Paterson, George Abel, Gord Robertson, Bill Sawe, Louis Secco, Al Purvis, Dave Miller, Don Gauf, Gord Stagryn and Tom Pollock. Trainer: Lou Holmes |

## Erfolge
- Erster Titelträger des Ahearne Cups 1952
- Eishockey-Weltmeister als kanadische Eishockeynationalmannschaft 1950
- Eishockey-Olympiasieger als kanadische Eishockeynationalmannschaft 1952 letzter Olympiasieg einer kanadischen Eishockeynationalmannschaft bis 2002
- Eishockey-Weltmeister als kanadische Eishockeynationalmannschaft 1952